# Yukari Tamura
Yukari Tamura (jap. 田村 ゆかり Tamura Yukari; ur. 27 lutego 1976 w Fukuoce) – japońska piosenkarka, autorka tekstów i seiyū, współpracująca z agencją Amuleto (wcześniej z Arts Vision i I’m Enterprise).
Przez swoich fanów nazywana Yukarin, znana jest również ze swojego wysokiego głosu i zainteresowania modą Lolita. Jako seiyū zadebiutowała w 1997 roku, a swój pierwszy singel Yūki o kudasai wydała 26 marca tego samego roku.
Jako seiyū niektóre z jej wydawnictw muzycznych zostały wykorzystane w openingach i endingach do seriali anime, osiągając wysokie pozycje w rankingu Top 100 serwisu Oricon. Dzięki roli jako Nanoha Takamachi w serii Magical Girl Lyrical Nanoha przyczyniła się do wzrostu jej popularności.

## Filmografia
Ważniejsze role są pogrubione.

### Seriale anime
| 1997 | - Vampire Princess Miyu - Crayon Shin-chan - Shin Tenchi Muyo! (Yoshinaga) - Battle Athletes Victory (młoda Ayla V. Roznovsky) |
| 1998 | - Crayon Shin-chan - Sentimental Journey (Mika) - Trigun (Helen) - Doraemon (dziewczyna, Sayuri) - Panimoni (Rako) - Futari Gurashi (Hikaru Saitō) - Detektyw Conan (Mina Aoshima) |
| 1999 | - SURF SIDE HIGH-SCHOOL (Miho Amihama) - THE Big O (dziewczyna, śledcza) - Angel Links (drobne role) - Seraphim Call (Miki) - Dai-Guard (Fuuka Tanigawa) - Let's Dance With Papa (Miku, OL, Yuki) - Boogiepop Phantom (Kyōko Kishita) - Soucerous Stabber Orphen Revenge (kelnerka) |
| 2000 | - OH! Super Milk Chan (Hirosuke) - Platinumhugen Ordian (May Lee) - Shin Megami Tensei: Devil Children (Nekomata) - Dotto! Koni-chan (MORO) - Hajime no Ippo (Aikawa) - BRIGADOON Marin i Melan (towarzysz) - Hero Hero-kun (Kira Kira) - Miami☆Guns (Lou Amano) - Tri-Zenon - Six Gates Far Away Mon Colle Knight (Elf) |
| 2001 | - i-wish you were here- (Ai) - Galaxy Angel (Ranpha Franboise) - The Soul Taker (Asuka Sakurai) - Haré+Guu (Lavenna) - Prétear (Yayoi Takato) - Shūkan Story Land (kilka ról) - s-CRY-ed (Kanami Yuta) |
| 2002 | - King of Bandits JING (Rose) - Onegai Teacher (Ichigo Morino) - Kanon (Mai Kawasumi) - Galaxy Angel A (Ranpha Franboise) - Galaxy Angel Z (Ranpha Franboise) - G-On Riders (Zero) - NARUTO (Tenten) - Pita-Ten (Misha) - Full Metal Panic! (Córka Prezydenta) |
| 2003 | - R.O.D -THE TV- (Haruhi Nishizono, Natsumi Nishizono) - Onegai Twins (Ichigo Morino) - Godannar (Ellis Valentine) - D.C. ~Da Capo~ (Sakura Yoshino) |
| 2004 | - Uta∽Kata (Michiru Munakata) - Galaxy Angel X (Ranpha Franboise) - Kujibiki Unbalance (Komaki Asagiri) - Godannar SECOND SEASON (Ellis Valentine) - DearS (Nia) - Final Approach (Miki Moriya) - Melody of Oblivion (Koko Ninna-Nanna) - My-HiME (Midori Sugiura) - Magical Girl Lyrical Nanoha (Nanoha Takamachi) - Midori Days (Shiori Tsukishima) |
| 2005 | - AIR (Michiru) - Best Student Council (Rino Randō) - Ognistooka Shana (Tiriel („Aizenta”)) - Jinki: Extend (Rui Kōsaka) - SoltyRei (Celica Yayoi) - D.C.S.S. Da Capo Second Season (Sakura Yoshino) - Trinity Blood (Wendy) - Full Metal Panic! The Second Raid (Kurz's AI) - My-Otome (Midori) - Magical Girl Lyrical Nanoha A’s (Nanoha Takamachi) - Detektyw Conan (Yuka Konno) - The King of Braves GaoGaiGar FINAL GRAND GLORIOUS GATHERING (AnRyu, KouRyu, TenRyuJin)                                                          |
| 2006 | - Ouran High School Host Club (Éclair Tonnerre) - Otogi-Jūshi Akazukin (Akazukin) - Kashimashi ~Girl Meets Girl~ (Tomari Kurusu) - Kanon (Mai Kawasumi) - Galaxy Angel Rune (Ranpha Franboise) - Tokimeki Memorial Only Love (Yukari Higashino) - Higurashi no naku koro ni (Rika Furude) |
| 2007 | - Idolmaster XENOGLOSSIA (Iori Minase) - Gintama (Saki Hanano) - Ognistooka Shana (Tiriel („Aizenta”)) - Sugar Bunnies (Charlotte, Momousa & Hanausa) - Sketchbook ~full color's~ (Nagisa Kurihara) - D.C.II ~Da Capo II~ (Sakura Yoshino) - NARUTO Shippuuden (Tenten) - Higurashi no naku koro ni Kai (Rika Furude, Frederica Bernkastel) - Heroic Age (Tail) - Myself; Yourself (Shuri Wakatsuki) - Magical Girl Lyrical Nanoha StrikerS (Nanoha Takamachi) - Mushi-Uta (Azusa Horisaki/Minmin) - MOETAN (Ink Nijihara/Pastel Ink) |
| 2008 | - CLANNAD (Mei Sunohara) - CLANNAD ~AFTER STORY~ (Mei Sunohara) - Kuroshitsuji (Elizabeth Middleford) - Sugar Bunnies Chocolat! (Charlotte, Momousa & Hanausa) - D.C.II S.S. ~Da Capo II Second Season~ (Sakura Yoshino) - Nabari no Ō (Shinraban-sho) - Monochrome Factor (Lulu) |
| 2009 | - Asu no Yoichi! (Chihaya Ikaruga) - Umineko no naku koro ni (Bernkastel) - Kurokami The Animation (Excel) - Kämpfer (Kurousagi Seppuku) - Gokujō!! Mecha Mote Iinchō (Marin Momori) - Sugar Bunnies Fleur (Charlotte, Momousa & Hanausa) - Sora o Kakeru Shōjo (Kazane Shishido) - Toaru Kagaku no Railgun (Miho Jufuku) - Hayate the Combat Butler!! (Maya) |
| 2010 | - Ore no Imōto ga Konna ni Kawaii Wake ga Nai (Kanako Kurusu, Meruru) - Katanagatari (Togame) - Kuroshitsuji II (Elizabeth Middleford) - Gokujō! Mecha Mote Iinchō Second Collection (Marin Momori) - Stich! (Futago w odc. 14) - Seikon no Qwaser (Eva=R) - Tatakau Shisho The Book of Bantorra (Ireia = Kitty (młoda)) - Tantei Opera Milky Holmes (Saku Tōyama) - B Gata H Kei (Yamada) - Mayoi Neko Overrun! (Kaho Chikumaen) |
| 2011 | - Astarotte no Omocha! (Asuha Tōhara) - IS <Infinite Stratos> (Tabane Shinonono) - X-MEN (Hisako Ichiki) - Kaitō Tenshi Twin Angel (Haruka Minazuki) - Gintama (Hanano Ana) - Kämpfer für die Liebe (Kurousagi Seppuku) - C³ (Fear) - Steins;Gate (Suzuha Amane) - SKET DANCE (Fu-Fu-Fūka-chan) - Sekaiichi Hatsukoi 2 (An Kohinata) - Tantei Opera Milky Holmes Summer Special (Saki Toyama) - Ben-To (Kyō Sawagi) |
| 2012 | - Ano Natsu de Matteru (Remon Yamano) - AKB0048 (Mayuyu) - Kyōkai Senjō no Horizon (Elizabeth) - Tantei Opera Milky Holmes Act 2 (Saki Toyama) |
| 2014 | - Akame ga Kill! (Mine) - Kuroshitsuji: Book of Circus (Elizabeth Middleford) - No Game No Life (Jibril) |
| 2015 | - Magical Girl Lyrical Nanoha ViVid (Nanoha Takamachi) |
| 2018 | - Hugtto! Pretty Cure (Ruru Amour/Cure Amour) |

### Gry komputerowe
| 1997 | - Armored Core (COMTYPE STANDERD, Murakumo Millennium) - Armored Core Project Phantasma (COMTYPE STANDERD, Murakumo Millennium) - Eberouge (Euross Prombanth) |
| 1998 | - Another Memories (Charlotte McWane) - Star Gladiator 2 (June, Elle) - Tokyo Majin Gakuen Kenpuchō Tō (Kyōko Tōno) - Battle Athletes dai undōkai Alternative (Ranko) - Princess Maker Pocket Daisakusen (Uz) - Honō noRyourinin: Cooking Fighter Hao (Cumin) - Marl Ōkoku no Ningyō Hime (Myao) |
| 1999 | - Armored Core Master Of Arena (COMTYPE STANDERD, Murakumo Millennium) - L no Kisetsu -A piece of memories- (Sayaka Yumikura) - Glint Glitter (Mina) - True Love Story 2 (Kunshi) - Tokimeki Memorial 2 (Mei Ijuuin) - Little Princess: Marl Ōkoku no Ningyō Hime 2 (Myao; Nyancy; Nyanko) - Memories Off (Kaoru Otoha) - Little Lovers SHE SO GAME (Maiko Itō) |
| 2000 | - Kanon (Mai Kawasumi) - SUMMON NIGHT (Reple) - Tiny Bullets (Carla) - Tenshi no Present Marl Ōkoku Monogatari (Myao) - Brave Saga 2 (Hikari ryū & Yami ryū / tenryūjin) |
| 2001 | - AIR (Michiru) - Angelic Concer (Rivale Klinon) - Tokimeki Memorial 2 Substories Leaping School Festival (Mei Ijūin) - Tokimeki Memorial 2 Taisen Puzzle Dama (Mei Ijūin) |
| 2002 | - Kidō Shinsengumi Moeyo Ken (Suzuka Kanō) - GALAXY ANGEL (Ranpha Franboise) - Grandia Xtreme (Myamu) - Soul Calibur II (Talim) - La Pucelle: Tactics (Chocolat gang, Monya-Monya) |
| 2003 | - Interlude (Tamaki Maiko) - Ichigeki Sacchu!! HoiHoi-san (HoiHoi-san) - GALAXY ANGEL Moonlit Lovers (Ranpha Franboise) - Quiz Magic Academy (Clara) - SAKURA ~Setsu Getsu ka~ (Asuka Izomo) - Shikigami no Shiro II (Arala Cran) - Dancing Sword ~Senkō~ (Mimi) - Nurse Witch Komugi-chan Magical te (Asuka Sakurai) - Naruto: Ultimate Ninja (Tantan) - Bistro Cupid 2 (Nemesia Wormwood) - Memories Off Mix (Kaoru Otoha) - Memories Off Duet ~1st & 2nd stories~ (Kaoru Otoha) - SNOW (Asahi Hiyorigawa)                                                                  |
| 2004 | - Angelic Concert Encore (Rivale Klinon) - GALAXY ANGEL Eternal Lovers (Ranpha Franboise) - Quiz Magic Academy 2 (Clara) - Zoids Infinity, EX (Canon) - D.C.P.S.: Da Capo Plus Situation (Sakura Yoshino) - DearS (Nia) - Final Approach (Miki Moriya) - Naruto: Ultimate Ninja 2 (Tantan) - Berserk Millennium Falcon Arc: Seimasenki no Sho (Evarella) - Monochrome (Chitose Kirioka) |
| 2005 | - GALAXY ANGEL EX (Ranpha Franboise) - Quiz Magic Academy 3 (Clara) - Best Student Council (Rino Randō) - Soulcalibur III (Talim) - 3rd Super Robot Wars Alpha (Hikari ryū & Yami ryū / tenryūjin) - D.C. Four Seasons: Da Capo Four Seasons (Sakura Yoshino) - NANA (Misato Uehara) - Naruto: Ultimate Ninja 3 (Tenten) - White Princess the second (Hanoka Sakurano) - Final approach Fan disk (Miki Moriya) - Princess Concerto (Alto) - Mai-HiME – Unmei no Keitouju (Midori Sugiura) - Memories Off After Rain Vol.1, vol.3 (Kaoru Otowa) - Lucky☆Star (Hikage Miyakawa) |
| 2006 | - Otogi-Jūshi Akazukin (Akazukin) - Galaxy Angel II Zettai Ryouiki no Tobira (Ranpha Franboise) - Clannad (Mei Sunohara) - Shakugan no Shana (Tiriel („Aizenta”)) - Higurashi Daybreak (Rika Furude) - Disgaea 2: Cursed Memories (Rosalind) |
| 2007 | - GALAXY ANGEL II Mugen Kairou no Kagi (Ranpha Franboise) - Quiz Magic Academy 4 (Clara) - Shining Force EXA (Faulklin) - SNOW -PORTABLE- (Asahi Hiyorigawa) - Star Ocean 1 First Departure (Perisie) - NITRO+ROYALE -HEROINES DUEL- (Ruili) - Higurashi Daybreak Kai (Rika Furude) - Higurashi no Naku Koro ni Matsuri (Rika Furude, mama Riki) - Fate/stay night [Realta Nua] (Luviagelita Edelfeld) - Myself; Yourself (Shuri Wakatsuki) |
| 2008 | - L no Kisetsu 2 -invisible memories- (Sayaka Yumikura) - Osouji Sentai Clean Keeper (Keiko Natsukawa) - Quiz Magic Academy 5 (Clara) - Quiz Magic Academy DS (Clara) - CLANNAD FULL VOICE (Mei Sunohara) - Soul Calibur IV (Talim) - D.C.II P.S. ~Da Capo II~ Plus Situation (Sakura Yoshino) - Higurashi no naku koro ni Kizuna (Rika Furude) |
| 2009 | - Osōji Sentai Clean Keeper H (Kyōko Natsukawa) - Kaitō Tenshi Twin Angel: Maboroshi no Shōjo (p Haruka Minazuki) - GALAXY ANGEL II Eigō Kaiki no Toki (Ranpha Franboise) - Quiz Magic Academy 6 (Clara) - Growlanser (Amelia) - Steins;Gate (Suzuha Amane) - Naruto: Ultimate Ninja Storm (Tantan) - Higurashi Daybreak Portable MEGA EDITION (Rika Furude) - Higurashi no naku koro n Kizuna Dai-San-Kan Rasen (Rika Furude) - Myself; Yourself: Sorezore no Finale (Shūri Wakatsuki)                                                                                       |
| 2010 | - Umineko no naku koro ni ~Majo to suiri no rondo~ (Frederica Bernkastel) - Quiz Magic Academy DS (Clara) - Tantei Opera Milky Holmes (Saku Tōyama) - Tales of Phantasia: Narikiri Dungeon X (Etos) - Magical Girl Lyrical Nanoha A’s PORTABLE -THE BATTLE OF ACES- (Nanoha Takamachi) |
| 2011 | - Umineko no naku koro ni chi ~Shinjitsu to gensō no yasōkyoku~ (Frederica Bernkastel) - Kaitō Tenshi Twin Angel ~Toki to sekai no meikyū~ (Haruka Minazuki) - Queen’s Gate Spiral Chaos (Ink Nijihara) - Quiz Magic Academy 8 (Clara) - Tsukumonogatari (Tamaki Kurashina) - Magical Girl Lyrical Nanoha A’s PORTABLE -THE GEARS OF DESTINY- (Nanoha Takamachi) |
| 2012 | - Quiz Magic Academy 8 Kenja no Tobira (Clara) - Tantei Opera Milky Holmes 2 (Saku Tōyama) - Project X Zone (Mii Kōryūji) |

## Dyskografia
| - 2001: Tenshi wa hitomi no naka ni (jap. 天使は瞳の中に) - 2002: Hana-furi tsukiyo to koi-yōbi. (jap. 花降り月夜と恋曜日。) - 2003: Aozora ni yureru mitsugetsu no kobune. (jap. 蒼空に揺れる蜜月の小舟。) - 2005: Kohaku no uta, hitohira (jap. 琥珀の詩、ひとひら) - 2006: Gin no senritsu, kioku no mizuoto. (jap. 銀の旋律、記憶の水音。) - 2008: Izayoi no tsuki, canaria no koi. (jap. 十六夜の月、カナリアの恋。) - 2009: Komorebi no Rosette (jap. 木漏れ日の花冠) - 2010: Citron no ame (jap. シトロンの雨 Shitoron no ame) - 2011: Harumachi Soleil (jap. 春待ちソレイユ Haru machi Soreiyu) - 2013: Rasen no kajitsu (jap. 螺旋の果実) | - 1997: WHAT'S NEW PUSSYCAT? - 2017: Princess ♡ Limited - 2019: Strawberry candle - 2020: Candy tuft - 2003: True Romance - 2007: Sincerely Dears... - 2012: Everlasting Gift - 2015: Early Years Collection |

### Single
- 1997:
  - Yūki wo kudasai (jap. 勇気をください)
  - WE CAN FLY (duet z Yuria Hama)
  - Kagayaki no kisetsu (jap. 輝きの季節)
- 1998:
  - REBIRTH ~Megami tensei~ (jap. REBIRTH 〜女神転生〜)
- 1999: Kitto ieru (jap. きっと言える)
- 2001: summer melody
- 2002:
  - Love♡parade
  - Baby's Breath
- 2003:
  - Lovely Magic
  - Nemurenu yoru ni tsukamaete (jap. 眠れぬ夜につかまえて)
- 2004:
  - Yumemizuki no Alice (jap. 夢見月のアリス)
  - Little Wish ~lyrical step~
- 2005:
  - Koi seyo onnanoko (jap. 恋せよ女の子)
  - Spiritual Garden
- 2006:
  - Dōwa meikyū (jap. 童話迷宮)
  - Princess Rose
- 2007:
  - Hoshizora no Spica (jap. 星空のSpica)
  - Beautiful Amulet
- 2008:
  - Bambino Bambina (jap. バンビーノ・バンビーナ)
  - Tomorrow
- 2009: You & Me
- 2010:
  - My wish My love
  - Oshiete A to Z (jap. おしえて A to Z)
- 2011: 
  - Platinum Lover’s Day (jap. プラチナLover’s Day)
  - Endless Story
- 2012: Hohoemi no Plumage (jap. 微笑みのプルマージュ)
- 2013:
  - W:Wonder tale
  - Fantastic future
- 2014:
  - Himitsu no tobira kara ai ni kite (jap. 秘密の扉から会いにきて)
  - Ano ne Love me Do (jap. あのね Love me Do)
- 2015: Suki datte ienakute (jap. 好きだって言えなくて)
- 2018:
  - Koi wa tenshi no chaimu kara (jap. 恋は天使のチャイムから)
  - Eien no hitotsu (jap. 永遠のひとつ)

Nakład limitowany
- 2008: mon chéri
- 2009: †Metausa-hime ~Kuro Yukari ōkoku misa~† (jap. †メタウサ姫〜黒ゆかり王国ミサ〜†)
- 2011: Mero~n ondo ~Festival of Kingdom~ (jap. めろ～ん音頭 ～Festival of Kingdom～)
- 2019:
  - Trouble Emotion
  - Shining Rabbit